# 라이언 달
라이언 달(Ryan Dahl, 1981년 ~ )은 미국 소프트웨어 공학자이자 Node.js 자바스크립트 런타임과 Deno 자바스크립트 / 타입스크립트 런타임의 최초 개발자다.

## 어린 시절과 교육
달은 캘리포니아 샌디에고에서 자랐다. 그는 6살 때 어머니로부터 Apple_IIc를 받았는데, 이는 기술과 연관된 그의 첫번째 경험이었다. 그는 샌디에고에 있는 지역사회 대학에 다니던 중 캘리포니아 대학교 샌디에고로 편입하여 수학을 공부했다. 그 후 로체스터 대학의 대학원에 다니면서 대수학 위상수학을 공부했다. 그는 몇 년 동안 대수학 위상수학이 "매우 추상적이고 아름답다"는 것을 느꼈지만, 나중에는 "실생활에 그만큼 적용할 수 없음"에 싫증을 느끼게 되었다.

## 직업
2009년부터 Node 프로젝트를 진행한 그는 2012년 1월, 프로젝트에서 물러나 NPM 제작자이자 전 Joyent 직원 인 Isaac Z. Schlueter에게 전권을 넘길 것이라 발표했다.
라이언 달은 다음과 같은 이유를 프로젝트를 떠났다.
Node에서 3년 동안 일하다보니 연구 프로젝트에 참여할 수 있는 여유가 생겼습니다. 저는 여전히 Joyent의 직원이며 부업 차원에서 조언을 할 것이지만 일상적인 버그 수정에는 관여하지 않을 것입니다.

2018년, 그는 V8로 빌드 된 자바스크립트 / 타입스크립트 런타임 Deno를 발표했다.

## 같이 보기
- Node.js
- 디노 (소프트웨어)

## 참고 문헌
1. ↑  “Node.js Creator Ryan Dahl Interview - DZone Web Dev” (영어). 2021년 5월 29일에 확인함.
2. ↑  Carroll, Justin (2019년 5월 4일). “A history of Node.js” (미국 영어). 2021년 5월 29일에 확인함.
3. ↑  “Node.js creator Ryan Dahl steps away from Node’s day-to-day” (미국 영어). 2012년 1월 30일. 2021년 5월 29일에 확인함.
4. ↑  Krill, Paul (2018년 6월 21일). “Ryan Dahl’s Node.js regrets lead to Deno” (영어). 2021년 5월 29일에 확인함.